# التاريخ المفاهيمي

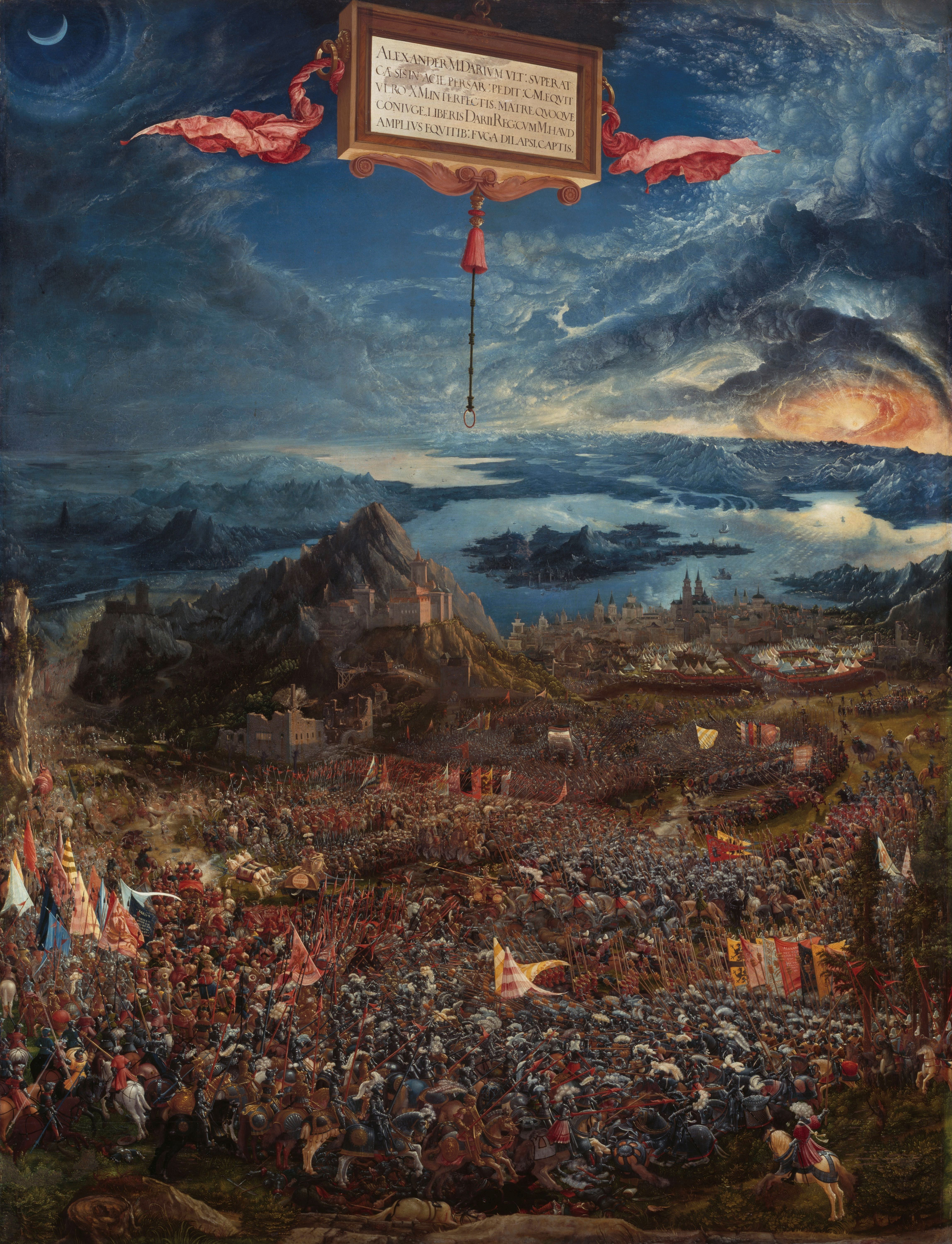

التاريخ المفاهيمي (أيضًا تاريخ المفاهيم) هو فرع من الدراسات التاريخية والثقافية التي تتعامل مع الدلالات التاريخية للمصطلحات. وهي ترى أن أصل الكلمة والتغيير في معنى المصطلحات يشكلان أساسًا حاسمًا للفهم الثقافي والمفاهيمي واللغوي المعاصر. يتعامل التاريخ المفاهيمي مع تطور الأفكار النموذجية وأنظمة القيم بمرور الوقت، مثل «الحرية» أو «الإصلاح». يجادل بأن التاريخ الاجتماعي - في الواقع كل انعكاس تاريخي - يجب أن يبدأ بفهم القيم والممارسات الثقافية المشروطة تاريخيًا في سياقاتها الخاصة بمرور الوقت، وليس مجرد أيديولوجيات أو عمليات غير متغيرة.

## الوصف والتاريخ
تم إعطاء الاهتمام بالتاريخ المفاهيمي دفعة خاصة في القرن العشرين من خلال نشر (القاموس التاريخي، الفلسفة، المفاهيم التاريخية الأساسية، الارشيف للتاريخ المفاهيمي)

التاريخ المفاهيمي هو أيضًا منهجية متعددة التخصصات. فبجانب الفيلسوف خواكيم ريتر، يُنظر إلى المؤرخيْن أوتو برونر ورينهارت كوسيليك وعالم الاجتماع إريك روثاكر على أنهم روادها في العالم الناطق بالألمانية ودوليًا، إذ كان ريموند وليامز الباحث الرائد في العالم الناطق باللغة الإنجليزية. منذ الثمانينيات، تم الترويج سابقًا لتطويرٍ ذي صلة بتاريخ المفاهيم (storia dei concetti) من قبل مجموعة عديدة من العلماء الإيطاليين، من بينهم أليساندرو بيرال، وجوزيبي دوسو، وكارلو غالي، وروبرتو ايسبوسيتو، مؤسسو مركز سنترو دي (البحث في المعجم السياسي الأوروبي). بحيث كانت منافذ النقاش الإيطالي حول التاريخ المفاهيمي هي Centauro قصيرة العمر (1981-1986) و (الفلسفة السياسية)، التي تأسست في عام 1987. واليوم، يتم الترويج للتاريخ المفاهيمي أيضًا من قبل مجموعة تاريخ الأفكار (History of Concepts) ومجلة مراجعة الأقران للمساهمة في تاريخ المفاهيم تحت قيادة مارجريت بيرناو، وجان إيفيرسن، وجاني مارجانين، اذ تتضمن أمثلة التواريخ المفاهيمية سلسلة أنساب لمفهوم العولمة بالاعتماد على نهج ويليامز الذي كتبه باول جيمس ومانفريد ب.ستيجر: 
على الرغم من أن الكلمات الرئيسية تمثل كتلة حرجة من مفردات أي حقبة معينة، إلا أن تاريخ البناء معناه غالبًا ما يظل غامضًا و «العولمة» ليست استثناء في حين أن معاني «الكلمات الرئيسية» الأساسية الأخرى مثل «الاقتصاد» أو «الثقافة» أو «الحداثة» تطورت ببطء إلى حد ما وبنيت على أساس مستمر نسبيًا، فإن «العولمة» أيضًا لها تاريخ قصير جدًا ومتقطع.